# Лобанов-Ростовський Олексій Борисович
Олексій Борисович Лобанов-Ростовський (нар. 18(30) грудня 1824, Воронізька губернія, Російська імперія — пом. 18(30) серпня 1896, ст. Шепетівка, Рівненський повіт) — князь, російський дипломат.

## Життєпис
На дипломатичній службі з 1844. Був послом у Туреччині (1859—63, 1878), Великій Британії (1879—1882), Австро-Угорщині (1882—1895), Німеччині (1895), товаришем міністра внутрішніх справ (1867—1878); міністром закордонних справ (1895—1896).
Разом з Сергієм Вітте — ініціатор дипломатичного виступу Росії, Німеччини і Франції, що змусили Японію пом'якшити умови Сімоносекської угоди 1895 року, якою завершилася її війна з Китаєм. Брав участь в складанні російсько-китайського договору про союз і будівництво Китайсько-східної залізниці і підписання угод з Японією (див. Санкт-Петербурзький договір (1895), Протокол Лобанова — Ямаґати).
Займався збиранням і виданням російських архівних історичних матеріалів 18—19 ст., а також генеалогією російських дворянських родів. Співпрацював у журналі «Русская старина» і «Русский архив».